# كوتو (هايتي)
كوتو هي مدينة من مدن هايتي. يبلغ عدد سكانها 19,372 نسمة وذلك حسب إحصائيات سنة 2009.